# Ismaïl Safwat
Ismail Safwat (اسماعيل صفوت ; né en 1896 et mort en 1972) est un général irakien.

## Biographie
Il commence sa carrière dans l'armée ottomane et la termine en tant que responsable de l'État-major général de l'armée irakienne.
Durant la guerre israélo-arabe de 1948, il est nommé conseiller militaire de la Ligue arabe et commandant de l'Armée de libération arabe.
Deux jours avant le vote du Plan de partition, il déclare au chef d'État-major de l'armée irakienne que « la plupart des Arabes [palestiniens] ne peuvent aujourd'hui d'aucune manière résister aux forces sionistes, même si numériquement les Arabes sont supérieurs ».
Il n'a cessé ensuite de prévenir les dirigeants arabes des carences de leur préparation face au Yichouv, réclamant plus de moyens et une intervention plus rapide et plus forte des armées arabes. Il démissionne le 13 mai, deux jours avant l'entrée en guerre des armées arabes, convaincu de la débâcle à venir devant leur manque de coordination.

## Sources
- Yoav Gelber, Palestine 1948, Sussex Academic Press, Brighton, 2006, p. 407,  (ISBN 1845190750)
- Dominique Lapierre et Larry Collins, O Jérusalem, Robert Laffont, 1971,  (ISBN 2266106988)